# Festuca pseudotrichophylla
Festuca pseudotrichophylla là một loài thực vật có hoa trong họ Hòa thảo. Loài này được Patzke mô tả khoa học đầu tiên năm 1964.